# Далека Лідія
Олена Спиридонівна Кобець, в шлюбі Чорнобицька, відома як Лідія Далека (англ. Lydia Daleka; 1889–1983) — українська письменниця, поетеса, перекладачка, педагог-природознавиця. Член Об'єднання українських письменників ОУП «Слово».
Інші псевдоніми — Олена Чорнобривець, Галина Чорнобицька, Halyna Chornobytska, Olena Chornobytska, Галина Чорна, Helena Chorny, Лу Кія.

## З біографії
Народилася 21 березня 1889 р. у с. Миронівці біля містечка Кринички на Катеринославщині (тепер. Дніпропетровська область). 1929 закінчила Педагогічний інститут в Катеринославі. Під час Другої світової війни опинилась у Німеччині (1944), а 1950 року емігрувала до Австралії.
Свої твори друкувала в українських журналах та альманахах США, Німеччини, Аргентини й Австралії. Поезії в її збірки «Легіт і бризи» (1957) неокласичні за формою і часто фіксують естетичні враження зовнішнього світу, зокрема, природи.
Олена Чорнобицька брала активну участь в мовно-літературному гуртку при осередку НТШ в Аделаїді. Співпрацювала у перекладі українських поезії англійською мовою. У галузі дитячої літератури відома під псевдонімом Олена Чорнобривець.
Померла 19 червня 1983 р. в Аделаїді (Південна Австралія), похована там же.

## Творчість
Друкувалася в журналах «Нові дні», «Сучасність», «Наше життя», «Україна і Світ», альманасі «Новий обрій».
Окремі видання:
- Далека Лідія. Легіт і бризи: Поезії [Архівовано 25 січня 2018 у Wayback Machine.]. — Мельбурн: Видавництво «Ластівка», 1957. — 64 с.
- Далека Л. На березі. Статуя. Синє озеро. Поезії // Слово: Збірник ч. 3. — Нью-Йорк: ОУП, 1968. — С. 186–187.
- Чорнобицька Г. Вірші // Рідні голоси з далекого континенту: Твори сучасних українських письменників Австралії / Упоряд. та передм. А. Г. Михайленка. — К.: Веселка, 1993. — С.231-235.
- Чорнобицька Галина. Забавки: вірші для малят. — Торонто — Нью-Йорк, 1970. — 30 с.